# Chartreuse Saint-Nicolas de Chiaromonte
La Chartreuse du Val-Saint-Nicolas, en italien : Certosa di San Nicola in Valle, en latin : Domus Sancti Nicolai, est un ancien monastère chartreux, situé à l'ouest de la ville actuelle de Francavilla in Sinni, sur une colline, le long du „fossé Scaldaferri”, près de Chiaromonte en Italie. Elle est appelée chartreuse de Chiaromonte ou de Chiaramonte.

## Histoire
Le 19 avril 1391, Venceslao de Sanseverino, duc de Venosa, comte de Tricarico-Chiaromonte fait une promesse de donation à frère Giovanni de Oliviano, en vue de la construction d'un nouveau monastère, dans la localité appelée „San Filippo“, près de Senise, pour obtenir la rémission des péchés et le salut éternel mais aussi pour récupérer des biens féodaux pour la famille Sanseverino. Quelques difficultés surviennent lors de la construction du monastère, mais Guglielmo da Rainaud est aidé par Matteo de Tito, prieur de la chartreuse de Saint-Martin de Naples, qui demande au duc Venceslao de changer de site en raison de la qualité de l’air dans le territoire de San Filippo. Venceslao fait don au monastère de tout le territoire de „Sant'Elania“, à proximité de l'habitat en ruine de Rubio ou Rubeo, probablement disparu, vers le milieu du XIVe siècle. La communauté s'y installe en 1394.
Le terroir de Francavilla est donnée aux moines par la princesse Sanseverino[Laquelle ?], qui, voit son fils guérir d'une maladie grave, par l'intercession de Saint-Nicolas et promet de faire don à la chartreuse de tout ce qu'elle voit depuis une fenêtre du château de Chiaromonte (it).
La chute des Sanseverino et le meurtre de Venceslas en 1404 rendent difficile l'existence des chartreux. Cependant, le 15 mars 1404, Ladislas d'Anjou-Durazzo confirme l’existence même de la communauté et garantit tous les droits précédemment acquis. Les bonnes relations de l'ordre des Chartreux avec la cour de Naples leur permettent de défendre les biens qu'ils ont eu en donation et de récupérer au moins une partie de ceux qui, à cause de diverses tentatives d'expropriation, leur ont échappé.
La confirmation des dons, par Jeanne II et Louis III d'Anjou, s'enrichit de l'autorisation de rassembler leur feudataires dans une communauté agricole en transférant certains des privilèges accordés au monastère. Grâce à cette concession de la reine, les chartreux construisent en 1420, le village de Francavilla pour héberger leurs vassaux. Le 13 janvier 1439, il y a reconnaissance officiel des droits seigneuriaux du monastère de Saint Nicolas par dix vassaux qui ont choisi de déménager dans les fermes fortifiés de Rubri „casali Rubri“, dans la région de Rubio, Sant’Elania et Sant’Angelo et la reconnaissance d'une certaine autonomie pour les habitants de Francavilla. Seuls les habitants, dont le prieur est le seigneur, doivent payer la dîme à la chartreuse.
L'expansion territoriale du monastère de Saint-Nicolas est facilitée par le déclin moral et économique des centres religieux déjà présents dans la moyenne vallée du Sinni. Les cisterciens de l'Abbaye Notre-Dame du Sagittaire (it), agissent longtemps pour obtenir le droit exclusif de construire des moulins le long de la Sinni et n'accepte pas la réduction de leur seigneurie incontestée, jusqu’à la colonisation par les chartreux. En 1437, Andrea Virgallito, abbé du Sagittaire, est contraint de convenir d'un accord avec le prieur de Saint Nicolas, Petro Cristaldo, pour l'utilisation de l'eau de Sinni.
La maison souffre d’un tremblement de terre en 1456.
Elle est pillée en 1504 par l’invasion française, mais en 1515, elle peut favoriser la fondation de la nouvelle chartreuse de Calabre. Elle souffre aussi des incursions turques, notamment en 1576.
Elle est supprimée par décret du roi Joseph Bonaparte en 1808.
Entre 1808 et 1812, le monastère est presque complètement détruit. Actuellement propriété privée, il conserve encore des traces de structures monumentales et des ruines imposantes.

## Prieurs
Le prieur est le supérieur d'une chartreuse, élu par ses comprofès ou désigné par les supérieurs majeurs.
- 1437 : Petro Cristaldo
- 1533-1538 : Vincent Maneirio (†1551), né à Terranova en Calabre, fait profession à la chartreuse de Capri où il devient recteur en 1519 et prieur en 1522. Déposé en 1528, il est nommé en 1533 prieur de Chiaromonte, de Calabre en 1538, et à nouveau de Capri en 1539. Déposé en 1541, il devient alors vicaire de la même maison, pour être nommé recteur en 1542. Déposé à sa demande instante, il est envoyé vicaire à Naples.
- 1538-1539 : Benoît de Silice, originaire d’Alatri, profès de Trisulti (ou de Bologne), il est nommé prieur de Trisulti par le chapitre général de 1528, déposé l’année suivante, nommé prieur de Calabre en 1534, transféré au priorat de Chiaromonte en 1538. Il est rétabli prieur en Calabre l’année suivante, en 1541, passe prieur de Trisulti.
- Urbain Florenza (†1640), né à Badolati en Calabre, il fait profession à la chartreuse de Calabre. D’abord vicaire à Naples, il devient prieur de Chiaromonte, puis en 1633 de Calabre, déposé en 1638.